# Ligne Asatō
La ligne Asatō (阿佐東線, Asatō-sen) est une ligne ferroviaire de la compagnie Asa Coast Railway Company (Asatetsu) située dans les préfectures de Kōchi et Tokushima au Japon. Elle relie la gare d'Awa-Kainan à celle de Kannoura.

## Histoire
La section entre Kaifu et Kannoura ouvre en 1992. Étant donné que la ligne traverse une zone relativement peu peuplée, elle est soumise à de graves contraintes commerciales, au point où la fermeture de la ligne a été proposée.
En novembre 2020, le tronçon entre Kaifu et Awa-Kainan appartenant à la ligne Mugi de la JR Shikoku est transféré à la compagnie Asatetsu qui commence des travaux d'adaptation au DMV (Dual Mode Vehicule). Ce mode de transport permettra de desservir des zones sans voie ferrée posée. Selon Shigeki Miura, l’exploitant de la ligne, « c’est le système idéal pour relier à la voie ferrée locale les villages éloignés où il existe un potentiel de trafic. Notamment avec des gens âgés qui ne conduisent pas ou qui ne conduisent plus leur voiture ».  Les circulations reprennent le 25 décembre 2021.

## Caractéristiques

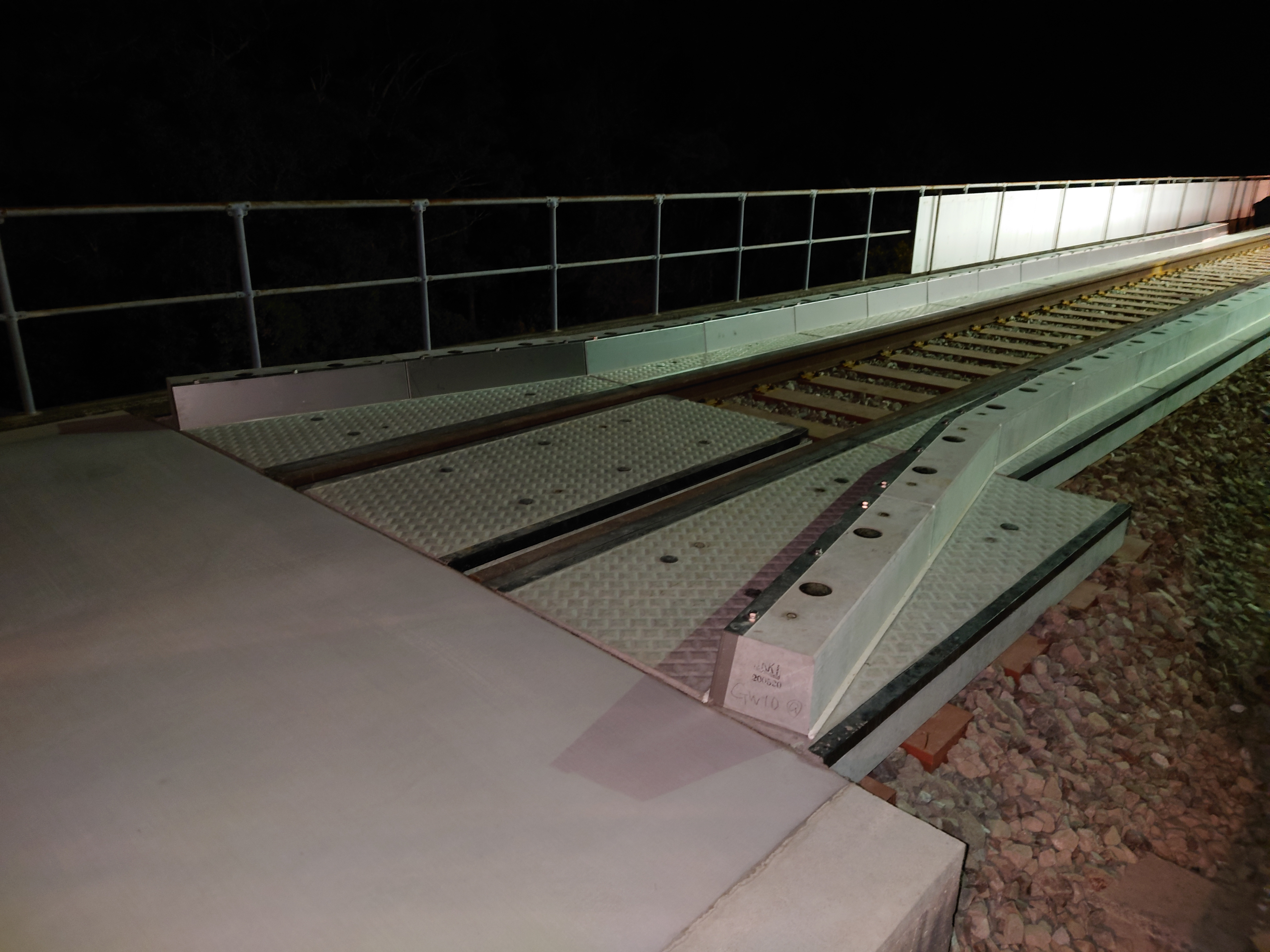
Zone de changement de mode rail/route à Kannoura.

### Ligne
- longueur : 10 km
- écartement des voies : 1 067 mm
- nombre de voies : voie unique

### Liste des gares
La ligne comporte 4 gares. 
| Gare       | Nom japonais | Distance (km) | Correspondances   | Localisation | Localisation            |
| ---------- | ------------ | ------------- | ----------------- | ------------ | ----------------------- |
| Awa-Kainan | 阿波海南     | 0             | JR Shikoku : Mugi | Mugi         | Préfecture de Tokushima |
| Kaifu      | 海部         | 1,5           |                   | Kaiyō        | Préfecture de Tokushima |
| Shishikui  | 宍喰         | 7,6           |                   | Kaiyō        | Préfecture de Tokushima |
| Kannoura   | 甲浦         | 10,0          |                   | Tōyō         | Préfecture de Kōchi     |